# Taksim (Musik)
Taksim (türkisch) oder Taqsim (arabisch تقسيم, DMG taqsīm ‚Teilung‘, Plural taqāsīm), griechisch ταξίμ oder ταξίμι ist in der arabischen, türkischen sowie griechischen Kunstmusik eine meist rhythmisch freie Soloimprovisation über einen bestimmten Maqam (Modus), mit der ein Instrumentalist üblicherweise zu den nachfolgenden, vom Orchester gespielten rhythmischen Teilen überleitet. Musiktheoretische Grundlagen und Aufführungspraxis entsprechen „mehr oder weniger“ dem persischen Radif.
Zu den im Taksim verwendeten Musikinstrumenten gehören Oud, Kanun, Violine, Ney und Buzuq oder andere Melodieinstrumente, die in der Lage sind, die von der temperierten Stimmung der europäischen Kunstmusik abweichenden Intervalle der orientalischen Tonsysteme zu erzeugen. 
Vokalimprovisationen, die ähnlichen Formgesetzen wie beim Taksim folgen, sind die mawāwīl (Singular  mawwāl)  der ägyptischen klassischen Musik und im 19. Jahrhundert in der türkischen Musik die gazel. 
In der Begleitmusik des malaiischen Zapin-Tanztheaters ist Taksim der von der Laute Gambus gespielte Eröffnungsteil.